# NGC 6302
NGC 6302 (другие обозначения — PK 349+1.1, ESO 392-PN5, также туманность Жук, туманность Бабочка) — биполярная планетарная туманность в созвездии Скорпион. Имеет одну из самых сложных структур среди известных полярных туманностей. Центральная звезда туманности была обнаружена телескопом Хаббл в 2009 году, температура её поверхности превышает 200 000°C.
Первый рисунок туманности был опубликован Барнардом в 1906 году, а первая фотография Эвансом в 1959. Этот объект входит в число перечисленных в оригинальной редакции «Нового общего каталога».